# Сребърен кодекс
Сребърният кодекс (на латински: Codex Argenteus, codex, „книга“; argenteus, „от сребро“) е остатък от един евангелиар на готски език, който се пази в университетската библиотека Carolina Rediviva в Упсала, Швеция.
Първоначалните най-малко 336 листове на Кодекса са написани със сребърно и златно мастило върху пурпурен пергамент. От това идва името „Сребърен кодекс“ още през 1597 г. През 1665 г. е добавен сребърен обков.
Кодексът е написан вероятно през 500 г. в Северна Италия, вероятно за Теодорих Велики. Съдържа части от четирите евангелия като откъс от готския превод на Библията от епископ Вулфила (лат. Ulfilas) (311 – 383). Той е най-старото писмено свидетелство на германски език.